# SV Lipsia 93
Maillots
Le SV Lipsia 1893 Eutritzsch est un club allemand de football, localisé dans le quartier d’Eutritzsch au Nord de la ville de Leipzig, en Saxe.
Lipsia est la forme latine de Leipzig.

## Histoire
Le club fut fondé le 1er février 1893, sous la dénomination de FC Lipsia, par des étudiants de la ville de Leipzig dans le restaurant Zur Mühle. Il s’agit donc d’un des plus anciens clubs de football saxon.
Le club joua ses premières rencontres sur la Exerzierplatz à Gohlis (un quartier de Leipzig). En 1897, le FC Lipsia rejoignit la Verband Leipziger Ballspiel-Vereine (VLBV), créée l’année précédente. 
En 1903, le club s’associa avec le FV Olympia 1896(qui fut aussi un des fondateurs de la Fédération allemande de football (DFB), pour former le Neuer Leipziger Ballspielverein Olympia, souvent abrégé par BV Olympia. Cette association cessa à la fin de la Première Guerre mondiale.
À partir de 1913, le club put louer un site à proximité de l’église d’Eutritzsch.
Après la Première Guerre mondiale, le cercle continua de se développer et vit le nombre de ses membres augmenter.
Après la Seconde Guerre mondiale, le club fut dissous par les Alliés, comme tous les clubs et associations allemands (voir Directive n°23).
Comme toute la Saxe, la ville de Leipzig se retrouva dans la zone soviétique puis en RDA. Le FC Lipsia 1893 fut reconstitué en 1959 sous le nom de BSG Einheit Eutritzsch. Il fut installé à la Thaerstrasse, où il évolue encore de nos jours. Le club connut alors l’existence des cercles sportifs est-allemands, en étant restructurés et changeant d’appellation au gré des humeurs des dirigeants communistes.
Le cercle resta anonymement dans les séries régionales et locales. En 1989, il fut renommé BSG Baufa Eutritzsch et remporta le championnat local de la ville de Leipzig. Cela lui permit de monter en Bezirksklasse.
Peu après la réunification allemande, le club fut rebaptisé SSV Baufa Eutritzsch. Il monte en Bezirksliga Leipzig à la fin de la saison 1990-1991.
Le 1er février 1993, à l’occasion du centenaire dela fondation initiale, le club fut renommé SV Lipsia Leipzig-Eutritzsch. 
Depuis 2004, le club évolue en Bezirksklasse Leipzig, soit 9e niveau de la hiérarchie de la DFB.